# Четвърта република Южна Корея
Четвъртата република Южна Корея е правителството на Южна Корея между 1972 г. и 1981 г., създадено от Конституцията на Юшин, приета през октомври 1972 г. и потвърдена с референдум за 21 ноември 1972 г. От 1972 г. до 1979 г. властта е монополизирана от Парк Джъонг-хи и неговата Демократична републиканска партия под силно централизираната авторитарна система „Юшин“. С убийството на Парк на 26 октомври 1979 г., републиката навлиза в период на размирици и преход под краткотрайното президентство на Чой Кю-Ха, свидетел на държавния преврат от 12 декември, насилственото потушаване на демократизиращото движение Гуангджу, държавния преврат от 17 май и прехода към Петата република през 1981 г.

## Икономика
През този период се наблюдава и икономически растеж, следван от петгодишните планове на правителството. Правителството инвестира много в тежките индустрии.

## Международни отношения
Различни събития в международната дипломация карат режима на Парк да преразгледа дипломатическата си позиция. Забележително е нормализирането на дипломатическите отношения на САЩ с Китайската народна република, което поставя под съмнение възможността на Южна Корея да разчита на подкрепа от Съединените щати. Южнокорейското правителство започва да установява дипломатически отношения с много страни като Канада. Освен това, между Южна Корея и Северна Корея се провежда първият кръг от преговорите на Червения кръст. Парк също така обявява планове за евентуално обединение.

## Конституция Юшин
Четвъртата република е управлявана по Конституцията на Юшин. Терминът на корейски език означава „подмладяване“ или „подновяване“, той има същия китайски корен на „възстановяване“. Значението на тази алюзия е в „императорската“ роля, която учените виждат за президентството по Конституцията „Юшин“, която ефективно концентрира цялата управляваща власт в ръцете на Парк.
Конституцията от 1963 г. ограничава президента до два четиригодишни мандата. Парк обаче печели правото да се кандидатира за трети мандат през 1971 г., когато парламента, доминиран от неговите съюзници в Демократическата републиканска партия, изменя конституцията от 1963 г., за да позволи на сегашния президент да се кандидатира за трети мандат. Той печели над опозиционния кандидат Ким Дае-Юн.
Малко след като полага клетва, Парк обявява извънредно положение „въз основа на опасните реалности на международната ситуация“. През октомври 1972 г. той разпуска парламента и прекратява конституцията. След това, започва работа по нова конституция, която е одобрена на референдум, проведен на 21 ноември 1972 г. Официалните резултати показват, че 92,3% от избирателите не одобряват новия документ.
Документът е белязан от огромните правомощия, предоставени на президента. Той е избран за шест години, без ограничения за преизбиране. Народните представители избират делегати в Националната конференция за обединение, избирателна колегия, която е отговорна за избирането на президента. Изискванията за кандидатура обаче са толкова строги, че само един кандидат може да бъде на бюлетината. Той има широки правомощия да прекрати конституционните свободи и да се произнесе с постановление. Той също така има право да назначи една трета от парламента, което да гарантира ефективно парламентарно мнозинство. За всички намерения и цели, Конституцията на Юшин превръща президентството на Парк в диктатура.
Разпоредбите на Конституцията „Юшин“ са посрещнати с широко разпространени, но неефективни протести. Парк е избран без опозиция през 1972 и 1978 г. Парк остава на власт до неговото убийство през 1979 г.

## Убийство на Парк и разпадане
Убийството на Парк, на 26 октомври 1979 г. е ключов момент в историята на Южна Корея. Премиерът на Парк, Чой Кю-Ха, поема властта като действащ президент, но почти незабавно е маргинализиран от конкурентни фракции в армията. След обявяването на военно положение след смъртта на Парк, генерал Йонг Сунг-Ха действа като главен ръководител на правителството.
На 27 октомври Чун едностранно поема контрола над правителствения разузнавателен апарат. На 6 декември Националният съвет за обединение потвърждава Чой Кю-Ха за президент в рамките на Конституцията „Юшин“, но шест дни по-късно Чун ръководи военен преврат, който насилствено арестува и задържа генерал Йонг.
Тъй като нарастващите социални вълнения се очертават в демократичното движение Гуангджу, Чун затегва военното положение, потушава протестите с войници. Избран за президент от продължаващия Национален съвет за обединение, Чун постепенно закрива институциите на Четвъртата република, разпускайки парламента и създавайки извънредна национална комисия за сигурност със себе си като директор. Накрая, Чун обявява нова конституция през 1981 г., като я прокарва чрез референдум, като по този начин официално разпуска републиканската система и системата на „Юшин“ на Четвъртата република и Парк.